# 围巧言虫
围巧言虫（学名：Eumida sanguinea）为叶须虫科围巧言虫属的动物。分布于北方水域、亚热带和热带的海中、南温带以及中国大陆的黄海沿岸等地，多栖息于岩相潮间带水深30米的潮下带海域以及常栖于海草或海藻中。